# Уоллес, Уильям Хенсон
Уи́льям Хе́нсон Уо́ллес (англ. William Henson Wallace, 19 июля 1811 года, Трой, Огайо — 7 февраля 1879 года, Стейлакум, штат Вашингтон) — губернатор территории Вашингтон в 1861 году, 1-й губернатор территории Айдахо.

## Биография
Уоллес родился 19 июля 1811 года недалеко от Трой, штат Огайо. После окончания средней школы в штате Индиана Уильям Уоллес занялся изучением права, был принят в коллегию адвокатов и начал заниматься юридической практикой. В 1837 году он был прикреплён к суду в округе Айова территории Висконсин. Когда Айова в следующем году получила статус территории, Уоллес был избран членом её легислатуры. Уоллес получил звание полковника и был назначен управляющим государственными средствами в Фейрфилде. 
Старший брат Уоллеса Дэвид Уоллес был губернатором Индианы с 1837 по 1840 год (от партии Вигов). Племянником Уоллеса был Лью Уоллес, генерал северян во время Гражданской войны в США и автор книги «Бен-Гур». 
В 1843 году Уоллес безуспешно пытался избраться в легислатуру территории. В 1848 году он был одним из кандидатов на должность сенатора от Айовы, однако легислатура штата выбрала членов демократической партии Джорджа Джонса и Огастеса Доджа. В 1853 году Уоллес переехал на территорию Вашингтон. 
В 1861 году он был назначен губернатором территории, 4-м по счёту, а также депутатом от территории в Палате представителей США, однако в последнюю должность он официально не вступал. По истечении срока губернаторства в марте 1863 года по указу президента Авраама Линкольна Уоллес был назначен первым губернатором территории Айдахо  . Он назначил столицей территории город Льюистон, куда переехал в июле того же года. Позже Уоллес был назначен делегатом от территории Айдахо в Палате представителей США, но также не вступил в должность.
По некоторым данным, Уоллес был одним из нескольких человек, которые отклонили приглашение А. Линкольна сопровождать его в Театр Форда в ночь убийства президента .

## Смерть
По истечении срока губернаторства в марте 1865 года он вернулся в территорию Вашингтон, где в округе Пирс работал в суде по делам о наследствах, завещаниях и опеке до своей смерти в 1879 году.
Уоллес похоронен на кладбище Форт-Стейлакум, Стейлакум, округ Пирс.